# José Partida
José Ramón Partida Arévalo (Zapopan Jalisco, México 15 de marzo de 1989) es un futbolista mexicano que se desempeña en la demarcación de Lateral izquierdo, actualmente se encuentra sin equipo. Es hermano gemelo del exfutbolista Ángel Partida.

## Trayectoria
Hizo su debut profesional a los 18 años de edad en el Clausura 2007 con Tecos de la UAG en la derrota de su club frente al Cruz Azul, la mayor parte de su carrera deportiva la hizo en esa institución.
Tuvo un paso fugaz por Dorados de Sinaloa en el Clausura 2012, regresó con estudiantes al siguiente torneo luego de que descendió.
Luego de que se hiciera oficial la mudanza de Estudiantes Tecos, jugó para Mineros de Zacatecas en los torneos Apertura 2014 y Clausura 2015.
Jugó a manera de préstamo en Leones Negros de la UdeG durante el Apertura 2015 al Clausura 2016.
Para el Apertura 2016, regresó a Mineros de Zacatecas.

## Clubes
| Tecos de la UAG · México                                                          |                   |               |     |    |    |   |   |    |     |   |
| 1ª                                                                                | 2007/08           | 1             | 0   | -  | -  | - | - | 1  | 0   |   |
| 1ª                                                                                | 2008/09           | 14            | 0   | -  | -  | - | - | 14 | 0   |   |
| Total club                                                                        | Total club        | 15            | 0   | 0  | 0  | 0 | 0 | 15 | 0   |   |
| Estudiantes Tecos · México                                                        |                   |               |     |    |    |   |   |    |     |   |
| 1ª                                                                                | Bicentenario 2010 | 11            | 0   | -  | -  | 1 | 0 | 12 | 0   |   |
| 1ª                                                                                | 2010/11           | 14            | 0   | -  | -  | - | - | 14 | 0   |   |
| 1ª                                                                                | 2011              | 4             | 0   | -  | -  | - | - | 4  | 0   |   |
| 1ªA                                                                               | 2012/13           | 24            | 0   | 3  | 0  | - | - | 27 | 0   |   |
| 1ªA                                                                               | 2013/14           | 21            | 3   | 5  | 0  | - | - | 26 | 3   |   |
| Total club                                                                        | Total club        | 74            | 3   | 8  | 0  | 1 | 0 | 83 | 3   |   |
| Dorados de Sinaloa · México                                                       |                   |               |     |    |    |   |   |    |     |   |
| 1ªA                                                                               | 2012              | 11            | 0   | 0  | 0  | - | - | 11 | 0   |   |
| Total club                                                                        | Total club        | 11            | 0   | 0  | 0  | 0 | 0 | 11 | 0   |   |
| Mineros de Zacatecas · México                                                     |                   |               |     |    |    |   |   |    |     |   |
| 1ªA                                                                               | 2014/15           | 5             | 0   | 10 | 0  | - | - | 15 | 0   |   |
| 1ªA                                                                               | 2016/17           | 1             | 0   | 4  | 1  | - | - | 5  | 1   |   |
| Total club                                                                        | Total club        | 6             | 0   | 14 | 1  | 0 | 0 | 20 | 1   |   |
| Leones Negros de la U. de G. · México                                             |                   |               |     |    |    |   |   |    |     |   |
| 1ªA                                                                               | 2015/16           | 25            | 0   | 1  | 0  | - | - | 26 | 0   |   |
| Total club                                                                        | Total club        | 25            | 0   | 1  | 0  | 0 | 0 | 26 | 0   |   |
| Total carrera                                                                     | Total carrera     | Total carrera | 131 | 3  | 23 | 1 | 1 | 0  | 155 | 4 |
| (1) Incluye datos de la Copa México. (2) Incluye datos de la InterLiga (2009/10). |                   |               |     |    |    |   |   |    |     |   |

- Datos: Q18419016